# Monster Bash (flipper)
Pour les articles homonymes, voir Monster Bash.
Monster Bash est un flipper créé par la société Williams Electronics Games et lancé en juillet 1998. Il a pour thème les monstres Universal Monsters.

## Système de jeu
Le joueur doit démarrer puis terminer les séquences des six personnages du jeu, afin de récupérer leurs instruments : 
- Dracula
- The Mummy : La Momie
- Frankenstein
- The Bride : La fiancée de Frankenstein
- The Wolf Man : Le Loup-garou
- Creature of the black lagoon : L'étrange créature du lac noir

Lorsque le joueur a démarré les six séquences, il débloque une multibille nommée Monster Bash. S'il réussit à réunir les six instruments, la séquence Monsters of Rock est débloquée.
Cette table de flipper inclut une fonctionnalité inédite, le flip fantôme (fantom flip). Lorsque la fonctionnalité est activée, le bouton est désactivé et le flipper tire tout seul.

## Adaptation en jeu vidéo
Monster Bash est inclus dans le jeu vidéo de flipper The Pinball Arcade, Pinball FX3, Williams Pinball (Android).